# Ярош, Кристиан
Кристиан Ярош (словац. Christián Jaroš; род. 2 апреля 1996 года, Кошице, Словакия) — словацкий хоккеист, защитник.

## Карьера
Воспитанник хоккейной школы ХК «Кошице». В 2013 году переехал в Швецию, где на протяжении пяти лет Выступал в системе хоккейного клуба «Лулео», а также играл в командировках за «Асплевен». В сезоне 2014/2015, в составе «Лулео» стал победителем первого в истории розыгрыша хоккейной Лиги Чемпионов. В 2015 году попал на драфт НХЛ, где был выбран клубом «Оттава Сенаторз».
В 2017 году переехал в Канаду, где стал выступать в системе «Оттавы», чередуя матчи в НХЛ и в АХЛ, за фарм-клуб —
«Белвилл Сенаторз». В январе 2021 года перебрался в систему «Сан-Хосе Шаркс». Сезон 2021/2022 игрок начал в системе «Нью-Джерси Девилз», однако в марте 2022 года «Девилз» расторгли контракт с игроком. Всего на счету Яроша 94 матча в НХЛ, в которых он отметился 14 (1+13) баллами. На уровне АХЛ Ярош провёл 90 матчей (5+29).
Летом 2022 года Кристиан Ярош переехал в Россию, где подписал контракт с омским «Авангардом».
В сезоне 2023-2024 выступал за череповецкую «Северсталь», став вторым в  клубе по результативности среди защитников – 19 очков в 44 матчах  при показателе полезности «+2».
В июле 2024 года вернулся в ХК ЦСКА, подписав контракт на 1 год.

## В сборной
В составе молодёжной сборной Словакии участник чемпионата мира 2015. В составе юниорской сборной Словакии участник чемпионата мира 2014.

## Статистика
| Легенда | Легенда                    | Легенда | Легенда                   | Легенда | Легенда    |
| ------- | -------------------------- | ------- | ------------------------- | ------- | ---------- |
| И       | Количество проведённых игр | Штр     | Штрафное время            | +/−     | Плюс-минус |
| Г       | Голы                       | П       | Голевые передачи          | О       | Очки       |
| -       | Статистика неизвестна      | —       | Статистика не учитывалась |         |            |